# Blake Clark
Blake Clark (Macon, 2 febbraio 1946) è un attore, doppiatore e sceneggiatore statunitense.
Attivo in cinema e televisione, ha partecipato ad alcune delle più importanti serie della televisione americana, come M*A*S*H, Moonlighting, Quell'uragano di papà, e Tutti odiano Chris.

## Biografia
Veterano della guerra del Vietnam, dove assunse il ruolo di capitano nella 101ª divisione aviotrasporta,
Clark si laureò al LaGrange College nel 1969. Collabora frequentemente con Adam Sandler, col quale ha interpretato diversi film, tra cui Waterboy (1998), Mr. Deeds (2002), 50 volte il primo bacio (2004), Little Nicky - Un diavolo a Manhattan (2000), Io vi dichiaro marito e... marito (2007), e con i fratelli Coen.
Nel 2010, oltre a recitare nel film Un weekend da bamboccioni, sempre con Sandler, presta la voce a Slinky Dog in Toy Story 3 - La grande fuga, rimpiazzando l'amico e collaboratore Jim Varney, deceduto nel 2000. Clark, amico di lunga data di Varney, si disse lusingato di mantenere in vita una creazione dell'amico. Nel film, Clark usa una tonalità di voce e un accento molto simili a quelli usati da Varney per Slinky. Secondo il regista, «Blake incanala proprio lo spirito di Jim Varney e ha fatto un lavoro incredibile nel mantenere vivo il personaggio».

## Filmografia

### Attore

#### Cinema
- St. Elmo's Fire (1985)
- Fast Food (1989)
- Wired (1989)
- Johnny il bello (1989)
- Shakes the Clown (1991)
- Pozione d'amore (1992)
- Toys - Giocattoli (1992)
- The Mask (1994)
- Waterboy (The Waterboy), regia di Frank Coraci (1998)
- Intrepid - La nave maledetta (Intrepid), regia di John Putch (2000)
- Bread and Roses (2000)
- Little Nicky - Un diavolo a Manhattan (2000)
- Le avventure di Joe Dirt (Joe Dirt) (2001)
- Missione ad alto rischio (Critical Mass), regia di Fred Olen Ray (2001)[2]
- Corky Romano - Agente di seconda mano (2001)
- Mr. Deeds (2002)
- Prima ti sposo poi ti rovino (2003)
- 50 volte il primo bacio (2004)
- Ladykillers (2004)
- Gli scaldapanchina (2006)
- I'm Reed Fish (2006)
- Car Babes (2006)
- Cambia la tua vita con un click (Click), regia di Frank Coraci (2006)
- Io vi dichiaro marito e... marito (2007)
- Strange Wilderness (2008)
- In amore niente regole (2008)
- Wieners - Un viaggio da sballo (2008)
- Agente Smart - Casino totale (2008)
- Racconti incantati (2008)
- American Cowslip (2009)
- Un weekend da bamboccioni (2010)
- Indovina perché ti odio (That's My Boy), regia di Sean Anders (2012)
- Hubie Halloween, regia di Steven Brill (2020)

#### Televisione
- Ralph supermaxieroe - serie TV (2 episodi, 1981)
- M*A*S*H - serie TV (1 episodio, 1983)
- Moonlighting - serie TV (1 episodio, 1985)
- Bravo Dick - serie TV (2 episodi, 1985–1986)
- L'albero delle mele - serie TV (1 episodio, 1986)
- Mai dire sì - serie TV (7 episodi, 1982–1987)
- Voci nella notte - serie TV (2 episodi, 1991)
- Casalingo Superpiù - serie TV (1 episodio, 1991)
- Pappa e ciccia - serie TV (1 episodio, 1993)
- I racconti della cripta - serie TV (1 episodio, 1994)
- Murphy Brown - serie TV (1 episodio, 1997)
- Un genio in famiglia - serie TV (1 episodio, 1998)
- Quell'uragano di papà - serie TV, 23 episodi (1994–1999)
- The Jamie Foxx Show - serie TV, 11 episodi (1999–2000)
- Crescere, che fatica! - serie TV, 12 episodi (1995–2000)
- Lucky - serie TV (1 episodio, 2003)
- Cold Case - Delitti irrisolti - serie TV (1 episodio, 2004)
- My Name Is Earl - serie TV (1 episodio, 2005)
- Tutti odiano Chris - serie TV (1 episodio, 2006)
- Community - serie TV (1 episodio, 2010)
- Buona fortuna Charlie - serie TV (1 episodio, 2010)

### Doppiatore
- Sabrina, vita da strega - serie TV (2 episodi, 2001)
- Otto notti di follie (2002)
- Toy Story 3 - La grande fuga, regia di Lee Unkrich (2010)
- Vacanze Hawaiiane - cortometraggio (2010)
- Rango, regia di Gore Verbinski (2011)
- Buzz a sorpresa - cortometraggio (2011)
- Disney Infinity - videogioco (2013)
- Toy Story 4, regia di Josh Cooley (2019)

## Doppiatori italiani
Nelle versioni in italiano delle opere in cui ha recitato, Blake Clark è stato doppiato da:
- Angelo Nicotra in Io vi dichiaro marito e... marito
- Giovanni Battezzato in Community
- Giorgio Locuratolo in 9-1-1: Lone Star

Da doppiatore è sostituito da:
- Piero Tiberi in Toy Story 3 - La grande fuga, Vacanze hawaiiane, Buzz a sorpresa, Disney Infinity
- Francesco De Francesco in Rango
- Saverio Moriones in Toy Story 4